# Matzendorf-Hölles
Matzendorf-Hölles – gmina w Austrii, w kraju związkowym Dolna Austria, w powiecie Wiener Neustadt-Land. Liczy 1 950 mieszkańców (1 stycznia 2014).